# Comitê Olímpico de Aruba
O Comitê Olímpico de Aruba (em papiamento: Comité Olímpico Arubano) foi estabelecido em 1985 após Aruba se separar das Antilhas Holandesas. Anteriormente, Aruba era representada pelo Comitê Olímpico das Antilhas Holandesas (NAOC). O Comitê Olímpico Arubano recebeu reconhecimento no ano seguinte do Comitê Olímpico Internacional (COI).

## Participações olímpicas
Aruba fez sua estreia nos Jogos Olímpicos de Verão em 1988 e tem participado de todas as edições desde então. No entanto, o país nunca competiu nos Jogos Olímpicos de Inverno. Até o momento, Aruba ainda não conquistou nenhuma medalha olímpica.